# Las novias de mis amigos
Las novias de mis amigos —cuyo título original es That Awkward Moment y fue comercializada como Are We Officially Dating? en Australia y Nueva Zelanda— es una película de comedia romántica escrita y dirigida por Tom Gormican en su debut como director. La película está protagonizada por Zac Efron, Miles Teller, Michael B. Jordan, Imogen Poots, Mackenzie Davis, y Jessica Lucas. La película tuvo su estreno en Los Ángeles el 27 de enero de 2014, y fue estrenada el 31 de enero de 2014 en los Estados Unidos.

## Argumento
Jason, Daniel y Mickey son tres amigos de instituto que viven en Nueva York.
Mientras Jason y Daniel viven de relaciones esporádicas con chicas con las que no quieren comprometerse, Mickey, ya casado, tiene problemas con su mujer.
Para intentar sacar a su amigo del bache, Jason, Daniel lo llevan de fiesta. Allí es donde Jason conoce a Ellie, en la barra de ese bar, con quién conecta profundamente y desenlaza la trama.
La película comienza con Jason (Zac Efron) sentado en un banco en Nueva York, esperando a alguien. Dice que lleva horas esperando, estando de noche y solo, pero que para aclarar el por qué está esperando, debe empezar por el principio.
Jason dice que en toda relación llega un momento "Así que..." en el cual alguna de las dos partes de la relación, quiere llevarla al siguiente paso. En ese punto, Jason sabe que la relación está acabada, ya que no está preparado para empezar a salir, entonces es cuando decide dejar a las chicas con las que se ve. 
Jason trabaja con su mejor amigo Daniel (Miles Teller) en una editorial diseñando portadas de libros. Su mejor amigo, Mikey (Michael B. Jordan), es un joven doctor que ha estado casado con Vera (Jessica Lucas) desde el final del instituto, y acude a ellos cuando Vera pide el divorcio debido a que la relación estaba “desgastada”.
Si bien Mikey estaba triste y angustiado, los tres deciden salir a un bar para celebrar el estar solteros, “como en los viejos tiempos”.
Además, hacen la promesa que ninguno de ellos volvería a estar en pareja, para disfrutar de su amistad y de su soltería.
Ya en el bar, el grupo se encuentra con Chelsea (Mackenzie Davis), donde tratan de hacer que Mikey olvide a su ya ex mujer.
Sentado en la barra, Mikey conoce a una chica con gafas (Kate Simses), donde luego de una charla, ella decide anotar su número en un papel y dárselo, pero él  decide no utilizarlo, ya que estaba decidido a arreglar las cosas con su ex mujer, Vera.
Mientras tanto, Jason conoce a Ellie (Imogen Poots), todo surge luego de burlarse de otro hombre que estaba intentando invitarla a un trago. Conectan con algunas palabras y se van de la fiesta juntos. Jason se acuesta con Ellie y dicen pasarlo asombrosamente, pero se escapa de su apartamento sin avisarle cuando encuentra pruebas circunstanciales de que pueda ser una prostituta. 
Al día siguiente, Jason y Daniel, hacen una presentación de una portada a un nuevo autor, quien para su sorpresa, resulta ser Ellie.
Jason, fuera del estudio, es capaz de explicarse y disculparse por lo sucedido, diciéndole que pensaba que era una prostituta por la gran cantidad de condones, libros sexuales, y ropa particular que tenía en su apartamento. Ella no se lo toma bien y se va, pero el la busca y le hace un presente que se lo envía a su departamento.
Esa misma noche toman un café, y los dos comienzan a verse regularmente. Mientras tanto, Daniel empieza a enamorarse de Chelsea, su amiga que los acompañó al bar, y los dos comienzan a verse. Además, Mikey se encuentra con su exmujer, y cuando ella dice que el motivo por el que su matrimonio falló, fue porque el no es suficientemente espontáneo, Mikey la besa y los dos se acuestan en el hospital, comenzando otra vez su relación. Los tres amigos intentan mantener sus relaciones en secreto, debido a un pacto anterior de que estarían todos solteros. El problema llega en Acción de Gracias, fecha la cual los tres amigos suelen pasarla juntos, pero por diversos motivos, la pasan separados.
Jason accede a acompañar a Ellie el funeral de su padre recientemente fallecido, Mikey planea una cena con su mujer, y Daniel acude al banquete de Acción de Gracias con Chelsea, donde puede contar libremente a los invitados su relación.
Jason decide finalmente no ir al funeral, no estando preparado para comprometerse con Ellie, y su relación se rompe. Mikey tiene una seria discusión con su mujer durante la cena, haciendo que ella admita que ya no le quiere y que lo ha engañado todo este tiempo, con otro hombre. Jason y Mikey van a la cena, donde descubren la relación de Daniel con Chelsea, y cuando él niega que estén juntos, su relación también se rompe. Aunque intentan mantener sus relaciones en secreto, recuperan su amistad e intentan arreglar sus relaciones.  
Mikey llama a la chica con gafas del bar, acabando con una cita, y Daniel se reúne con Chelsea después de ser atropellado por un taxi y acabar en el hospital. Pero, dos meses después, Jason todavía no se ha reconciliado con Ellie, a pesar de seguir enamorado de ella. Mikey y Daniel ayudan a Jason animándole a admitir su amor ante ella en su lectura de libros semanal, donde no suele haber mucha gente. Sin embargo, al llegar, descubren que la lectura está llena y Jason es incapaz de encontrar una forma de hablar con ella. Decide montar una escena improvisando una lectura, haciendo referencia a su primera cita y pidiendo volver a empezar quedando en Gramercy Park.
Volviendo al principio, Jason está esperando a Ellie en Gramercy Park. Ellie llega y se sienta en el banco con él, donde Jason empieza la conversación, empezando con, "Así que..."

## Reparto

### Principales
- Zac Efron como Jason.
- Miles Teller como Daniel.
- Michael B. Jordan como Mikey.
- Imogen Poots como Ellie.
- Mackenzie Davis como Chelsea.
- Jessica Lucas como Vera.

### Secundarios
- Addison Timlin como Alana.
- Emily Meade como Christy.
- Josh Pais como Fred.
- John Rothman como el padre de Chelse.
- Victor Slezak como Older Gentleman.
- Kate Simses como Glasses.
- Alysia Reiner como Amanda.
- Dan Bittner como Preppy Guy.
- Evelina Turen como Sophie.

## Producción
That Awkward Moment  es distribuida por What If It Barks Films y comercializada como Are We Officially Dating? en Australia y Nueva Zelanda. El guion fue destacado como uno de los guiones de comedia más importantes de Hollywood Black List Lista de los mejores guiones de la ONU-producido. En septiembre de 2013, el título de la película fue elegido como That Awkward Moment.
Zac Efron fue el primer miembro del reparto que se anunció en agosto de 2012, junto con el anuncio de que la producción comenzaría en la ciudad de Nueva York en noviembre de 2012.  Miles Teller se unió al elenco en octubre de 2012, con Imogen Poots y Michael B. Jordan.

## Lanzamiento
En junio de 2013, los derechos de distribución para la película fueron adquiridos por FilmDistrict con una fecha de lanzamiento general para el 31 de enero de 2014. Debido a un cambio de propiedades de FilmDistrict a Focus Features, la película fue absorbida para su lanzamiento en 2014 por Focus Features.
El primer tráiler se lanzó el 14 de octubre de 2013. En México se estrenó el 13 de mayo del 2014, donde es comercializada como Las novias de mis amigos. En Colombia se estrenó en el mes de julio.

### Críticas
Las novias de mis amigos recibió críticas sobre todo negativas por parte de los críticos. Rotten Tomatoes le dio a la película un índice de aprobación del 23% y una nota general de 4.1 sobre 10 basándose en 127 opiniones. En Metacritic, que asigna una puntuación sobre 100 basándose en opiniones de críticos based on reviews from critics, la película tiene una puntuación de 36 basándose en 33 opiniones, indicando "críticas generalmente no favorables"

## Reconocimientos
| Año  | Premio           | Categoría                       | Nominado(s) | Resultados |
| ---- | ---------------- | ------------------------------- | ----------- | ---------- |
| 2014 | MTV Movie Awards | Mejor interpretación sin camisa | Zac Efron   | Ganador    |